# Сухој Су-1
Сухој Су-1  (рус. Сухой Су-1) је висински ловачки авион направљен у Совјетском Савезу. Авион је први пут полетео 1940. године, развој авиона је заустављен на нивоу прототипа због проблема са турбопуњачем. Модификација овог авиона је носила ознаку Су-3.

## Пројектовање и развој
ОКБ Сухој (Опитни Конструкциони Биро - Сухој) кога је као главни пројектант водио П. О. Сухој, је између осталих бироа, добио налог за пројектовање ловца великих брзина у току 1939. године. Тактичко технички захтеви за овај авион су били:
- мотор М-105П са турбопуњачем ТЦ-2,
- максимална брзина на висини од 5.000 до 6.000 m од 560 до 580 km/h, а на висини од 8.000 до 10.000 m од 600 до 625 km/h,
- брзина слетања 110 до 120 km/h,
- време пењања на висину од 10.000 m за 8 до 10 минута,
- плафон лета 11.000 до 12.000 m,
- долет 600 km са спољним резервоаром 1.000 km,
- наоружање 1 топ калибра 23 mm, 2 митраљеза 7,62 mm и 100 kg бомби,
- посада од 1 члана.
- предаја авиона на државно тестирање март-јуни 1940. година.

Пројектовање и израда прототипа је завршена до почетка јуна месеца 1940. године, а први пробни лет је обавио пробни пилот А. П. Чернавски 15. јуна 1940. године. Прва ознака овог авиона је била И-330, а када је током 1940. године извршено означавање авиона према главном конструктору овај авион је добио ознаку према П. О. Сухоју Су-1. У току тестирања прототипа, поред исправљања уочених недостатака (углавном решавање проблема хлађења воде и уља) авион је имао и незгоду, грешком пилота при слетању дошло је до оштећења авиона па је поправка трајала од 3. августа до 9. септембра 1940. године. Поновна испитивања са другим пилотом трајала су од 13. септембра до 2. октобра 1940. када је дошло до лома мотора. Замена мотора је трајала до 10. новембра 1940. па је фабричко тестирање завршено тек 6. јануара 1941. године. С обзиром на проблеме са турбопуњачима током државног тестирања они су били искључени тако да је државно тестирање завршено без њих. Резултати државног тестирања нису били задовољавајући па авион стога није ушао у серисјку производњу.

### Технички опис

#### Су-1
Висински ловац Су-1 је био једномоторни једноседи конзолни нискокрилац мешовите конструкције. Покретао га је линијски мотор (V распоред цилиндара) хлађен течношћу са турбинским компресором М-105П снаге 828 kW, постављен у нос авиона са којим је постигнута брзина од 500 до 640 km/h на висини од 5.000 m,. Мотор је био опремљен трокраком металном елисом. Пилот је седео у затвореном кокпиту под притиском, који се налазио изнад крила авиона. Труп авиона је облог попречног пресека који се сужавао идући ка репу авиона. Труп је био дрвене конструкције полу-монокок са облогом од шперплоча, коримила су била изведена од дуралуминијумске конструкције пресвучене платном. Крила су била трапезастог облика са кружним завршетком крајева. Нападна ивица крила је била управна на труп авиона. Конструкција крила је била направљена од легираног челика високе чврстоће, а облога крила авиона је била од равног Ал-лима. Стајни органи ваздухоплова су класичног типа са увлачећим предњим точковима, који су се у току лета увлачили у крила авиона, испод репног дела авиона је био постављен такође увлачећи мали точак, као трећа ослона тачка авиона. Од наоружања авион је био опремљен једним топом ШВАК калибра 23 mm и 2 митраљеза ШКАС 7,62mm. Испод сваког крила авион је имао подвесне носаче на које су могле да се прикаче бомбе до максималне тежине 100 kg. Поред тога авион је био опремљен спољним резервоаром за гориво запремине 150 литара..

#### Су-3
Други прототип авиона Су-1 је назван Су-3 (првобитан назив И-360) и незнатно се разликовао од свог претходника. Авион је био завршен до средине априла месеца 1941. године али су радови због непосредне ратне опасности били стопирани. Технички опис је истоветан авиону Су-1 разлике су у димензијама и положају хладњака за воду и уље. Био је планиран са јачим мотором М-106П са турбопуњачем ТК-2, али пошто мотор није био расположив пре тестирања уграђен је исти мотор као и код авиона Су-1. Авион је имао повећану количину муниције у односу на Су-1 имао је 190 граната за топ калибра 23 mm. Авион је имао оклопну заштиту за пилота и хладњаке за уље.

## Наоружање
| Наоружање авиона: Сухој Су-1   |                         |
| Ватрено (стрељачко) наоружање  |                         |
| Топ                            |                         |
| Број и ознака топа             | 1 х ШВАК                |
| Број граната                   | 120 (Су-1) и 190 (Су-3) |
| Калибар                        | 23                      |
| Митраљез                       |                         |
| Број и ознака митраљеза        | 2 х ШКАС                |
| Број метака                    | 650 сваки               |
| Калибар                        | 7,62                    |
| Бомбардерско наоружање (бомбе) |                         |
| Укупна маса                    | 100                     |
| Ракетно наоружање (ракете)     |                         |

## Упоредне карактеристике
| Карактеристика      | Су-1 (1940)       | Су-3 (1941)       |
| ------------------- | ----------------- | ----------------- |
| Посада              | пилот             | пилот             |
| Дужина              | 8,42              | 8,42              |
| Висина              | 2,71              | 2,71              |
| Размах крила        | 11,6 m             | 10,10             |
| Површина крила      | 20,00 m²            | 18,00             |
| Маса празног авиона | 2.495 kg            | 2.496             |
| Максимална маса     | 2.875 kg            | 2.992             |
| Врста мотора        | клипни - линијски | клипни - линијски |
| Мотори              | 1 × Климов М-105П | 1 × Климов М-105П |
| Снага               | 1 × 828           | 2 × 828           |
| Максимална брзина   | 641 km/h              | 638               |
| Плафон лета         | 12.500 m           | 11.900            |
| Радијус             | 720 km              | 700               |
| Брзина пењања       | 1.020 m/min            | 910               |
| Маса бомби          | 100               | 100               |

## Оперативно коришћење
Пројект авиона Сухој Су-1 је стопиран након испитивања прототипа, јер је мотор имао јако великих проблема са турбопуњачем, био је непоуздан па је тиме доводио у питање и поузданост рада мотора.

## Земље које су користиле овај авион
- СССР